# Chrysometa bella
Chrysometa bella là một loài nhện trong họ Tetragnathidae.
Loài này thuộc chi Chrysometa. Chrysometa bella được miêu tả năm 1909 bởi Banks.